# Casevecchie
Casevecchie (en idioma corso E Casevechje -las casas viejas) es una comuna y población de Francia, en la región de Córcega, departamento de Alta Córcega.
Su población en el censo de 1999 era de 68 habitantes.

## Demografía
| 90 | 91 | 94 | 106 | 87 | 68 |
| Para los censos de 1962 a 1999 la población legal corresponde a la población sin duplicidades (Fuente: INSEE [Consultar]) |    |    |     |    |    |

- Datos: Q245725
- Multimedia: Casevecchie / Q245725

1. ↑  Worldpostalcodes.org, código postal n.º 20270.
2. ↑  INSEE, Datos de población para el año 2012 de Casevecchie (en francés).